# Achthina ctenodes
Achthina ctenodes är en fjärilsart som beskrevs av John Hartley Durrant 1916. Achthina ctenodes ingår i släktet Achthina och familjen träfjärilar. Inga underarter finns listade i Catalogue of Life.